# RegionsAir

Прежний логотип авиакомпании Corporate Airlines

RegionsAir — бывшая региональная авиакомпания Соединённых Штатов Америки со штаб-квартирой в Региональном аэропорту Смерна (Теннесси). Компания эксплуатировала в качестве своих главных хабов Международный аэропорт Ламберт Сент-Луис, Международный аэропорт Кливленда Хопкинс, Международный аэропорт Нэшвилл и Международный аэропорт Роли/Дарем.
RegionsAir работала в рамках код-шеринговых соглашений с авиакомпанией American Airlines, предоставляя услуги по перевозке пассажиров под торговой маркой (брендом) AmericanConnection из Международного аэропорта Ламберт Сент-Луис, и с авиакомпанией Continental Airlines, предоставляя услуги под брендом Continental Connection из Международного аэропорта Кливленда Хопкинс.
Авиакомпания RegionsAir прекратила операционную деятельность 8 марта 2007 года, сотрудники компании были уволены в апреле того же года.

## История
Авиакомпания была образована 16 декабря 1996 года под именем Corporate Express Airlines и поменяла своё название на Corporate Airlines в 1998 году. Коммерческие перевозки выполнялись в условиях партнёрского соглашения с Midway Airlines, а с 2001 года был заключен код-шеринговый договор с авиакомпанией Trans World Airlines на выполнение рейсов под брендом Trans World Express из транзитного узла в Международном аэропорт Ламберт Сент-Луис.
Компания очередной раз сменила своё название на RegionsAir в мае 2004 года с целью положить конец постоянной путанице с почти аналогичными названиями других региональных авиаперевозчиков. RegionsAir входила в список участников Федеральной программы США Essential Air Service (EAS) по обеспечению воздушного сообщения между небольшими населёнными пунктами страны.
7 октября 2005 года авиационная холдинговая группа «Viva International» опубликовала открытое письмо с предложением по приобретению RegionsAir, сумма предполагаемой покупки при этом публично не разглашалась. Сделка не состоялась по неизвестным причинам.
Авиакомпания RegionsAir работала под брендом AmericanConnection, выполняя рейсы из Международного аэропорта Ламберт Сент-Луис, вплоть до марта 2007 года. 8 марта Федеральная администрация по авиации США отозвала сертификат эксплуатанта у RegionsAir по причине нерешённых к тому времени проблем в области подготовки и сертификации лётных кадров авиакомпании.

## Авиапроисшествия и несчастные случаи
- 19 октября 2004 года, рейс 5966 Международный аэропорт Ламберт Сент-Луис (Миссури) — Региональный аэропорт Кирксвилл (Миссури), Handley Page Jetstream регистрационный номер N875JX. При заходе на посадку в ночных условиях самолёт шёл ниже глиссады, зацепил деревья и разбился перед взлётно-посадочной полосой аэропорта. Из 15 человек на борту погибло 13 человек. Наиболее вероятной причиной катастрофы считается ошибка экипажа, связанная с неспособностью пилотов провести визуальную ориентировку в ночных условиях[5][6].